# Championnats du monde de course en ligne de canoë-kayak de 1998
Navigation
Édition précédente Édition suivante
Les vingt-neuvièmes championnats du monde de course en ligne de canoë-kayak se sont déroulés à Szeged (Hongrie) en 1998.

## Podiums

### Hommes

#### Canoë
| Epreuve    | Or                                                                 | Temps | Argent                                                                             | Temps | Bronze                                                                          | Temps |
| C-1 200 m  | Martin Doktor (CZE)                                                |       | Slavomir Knazovicky (SVK)                                                          |       | Mikhail Slivinskiy (UKR)                                                        |       |
| C-1 500 m  | Maxim Opalev (RUS)                                                 |       | Andreas Dittmer (GER)                                                              |       | Mikhail Slivinskiy (UKR)                                                        |       |
| C-1 1000 m | Steve Giles (CAN)                                                  |       | Martin Doktor (CZE)                                                                |       | Andreas Dittmer (GER)                                                           |       |
| C-2 200 m  | Allemagne Thomas Zereske Christian Gille                           |       | Hongrie Miklós Buzál Attila Végh                                                   |       | Russie Vladislav Polzounov Andrey Kabanov                                       |       |
| C-2 500 m  | Hongrie György Kolonics Csaba Horváth                              |       | Pologne Daniel Jedraszsko Pawel Bereszkiewicz                                      |       | Allemagne Thomas Zereske Christian Gille                                        |       |
| C-2 1000 m | Russie Aleksandr Kovalyov Aleksandr Kostoglod                      |       | Roumanie Gheorghe Andriev Florin Popescu                                           |       | Hongrie György Zala Endre Ipacs                                                 |       |
| C-4 200 m  | Tchéquie Petr Procházka Tomás Krivánek Petr Fuksa Kari Kozisek     |       | Biélorussie Aleksandr Maseikov Andrey Beliayev Anatoliy Reneiskiy Vladimir Marinov |       | Russie Pavel Konovalov Konstantin Fomichev Vladimir Ladocha Aleksandr Kostoglod |       |
| C-4 500 m  | Hongrie György Kolonics Csaba Horváth Csaba Hüttner László Szuszkó |       | Roumanie Gheorghe Andriev Florin Popescu Cosmin Pasca Ionel Averian                |       | Russie Aleksandr Kostoglod Pavel Konovalov Vladislav Polzounov Vladimir Ladocha |       |
| C-4 1000 m | Hongrie Csaba Horváth Béla Belicza Csaba Hüttner László Szuszkó    |       | Russie Konstantin Fomichev Vasiliy Mailov Andrey Kabanov Ignat Kovalev             |       | Tchéquie Martin Doktor Petr Netusil Jan Machac Viktor Jirásky                   |       |

#### Kayak
| Epreuve    | Or                                                             | Temps | Argent                                                                | Temps | Bronze                                                                           | Temps |
| K-1 200 m  | Michael Kolganov (ISR)                                         |       | Oleskey Slivinskiy (UKR)                                              |       | Ognjen Filipović (YUG)                                                           |       |
| K-1 500 m  | Ákos Vereckei (HUN)                                            |       | Michael Kolganov (ISR)                                                |       | Lutz Liwowski (GER)                                                              |       |
| K-1 1000 m | Lutz Liwowski (GER)                                            |       | Knut Holmann (NOR)                                                    |       | Javier Correa (ARG)                                                              |       |
| K-2 200 m  | Hongrie Vince Fehérvári Robert Hegedus                         |       | Russie Sergey Verlin Anatoliy Tishchenko                              |       | Roumanie Geza Magyar Romică Şerban                                               |       |
| K-2 500 m  | Slovaquie Michal Riszdorfer Juraj Bača                         |       | Italie Beniamino Bonomi Luca Negri                                    |       | Hongrie Krisztián Bártfai Gábor Horváth                                          |       |
| K-2 1000 m | Italie Antonio Rossi Luca Negri                                |       | Yougoslavie Mico Janic Stjepan Janic                                  |       | Hongrie Attila Adám Krisztián Veréb                                              |       |
| K-4 200 m  | Hongrie Gyula Kajner Vince Fehérvári István Bée Robert Hegedus |       | Italie Antonio Rossi Beniamino Bonomi Ivano Lussignoli Luca Negri     |       | Norvège Andreas Gjersø Nils Olav Fjeldheim Knut Holmann Robby Roarsen Hangli     |       |
| K-4 500 m  | Allemagne Torsten Gutsche Mark Zabel Björn Bach Stefan Ulm     |       | Hongrie Botond Storcz Krisztián Bártafai Zsolt Szádoszki Luca Negri   |       | Russie Andrey Tissin Andrey Shchegolikhin Vitaliy Gankin Roman Zaroubin          |       |
| K-4 1000 m | Allemagne Torsten Gutsche Mark Zabel Björn Bach Stefan Ulm     |       | Hongrie Botond Storcz Krisztián Bártafai Zsolt Szádoszki Márton Bauer |       | Russie Anatoliy Tishchenko Sergey Verlin Georgiy Tsyboulinikov Aleksandr Ivannik |       |

### Femmes

#### Kayak
| Epreuve    | Or                                                                 | Temps | Argent                                                               | Temps | Bronze                                                                      | Temps |
| K-1 200 m  | Caroline Brunet (CAN)                                              |       | Josefa Idem (ITA)                                                    |       | Éva Dónusz (HUN)                                                            |       |
| K-1 500 m  | Caroline Brunet (CAN)                                              |       | Katrin Borchert (AUS)                                                |       | Josefa Idem (ITA)                                                           |       |
| K-1 1000 m | Josefa Idem (ITA)                                                  |       | Caroline Brunet (CAN)                                                |       | Katrin Borchert (AUS)                                                       |       |
| K-2 200 m  | Canada Marie-Josée Gilbeau-Ouimet Karen Furneaux                   |       | Hongrie Kinga Dekany Rita Köbán                                      |       | Espagne Beatriz Manchón Izaskun Aramburu                                    |       |
| K-2 500 m  | Australie Anna Wood Katrin Borchert                                |       | Allemagne Birgit Fischer Anett Schuck                                |       | Hongrie Kinga Dekany Rita Köbán                                             |       |
| K-2 1000 m | Australie Anna Wood Katrin Borchert                                |       | Allemagne Birgit Fischer Ute Plessman                                |       | Suède Anna Karlsson Susanne Gunnarsson                                      |       |
| K-4 200 m  | Hongrie Kinga Dekany Erzsébet Viski Rita Köbán Katalin Kovács      |       | Suède Anna Karlsson Susanne Gunnarsson Ingela Ericsson Maria Haglund |       | Russie Natalya Gouily Yelena Tissina Larissa Peisakhovich Tatyana Tischenko |       |
| K-4 500 m  | Allemagne Birgit Fischer Anett Schuck Manuela Mucke Marcela Bednar |       | Hongrie Kinga Dekany Szilvia Szabó Andrea Barocsi Katalin Kovács     |       | Espagne Beatriz Manchón Izaskun Aramburu Ana Marie Penas Belen Sánchez      |       |

## Tableau des médailles
| Rang  | Nation      | Or | Argent | Bronze | Total |
| ----- | ----------- | -- | ------ | ------ | ----- |
| 1     | Hongrie     | 7  | 5      | 5      | 17    |
| 2     | Allemagne   | 5  | 3      | 3      | 11    |
| 3     | Canada      | 4  | 1      | 0      | 5     |
| 4     | Italie      | 2  | 3      | 1      | 6     |
| 5     | Russie      | 2  | 2      | 6      | 10    |
| 6     | Australie   | 2  | 1      | 1      | 4     |
| 7     | Tchéquie    | 2  | 1      | 1      | 4     |
| 8     | Israël      | 1  | 1      | 0      | 2     |
| 9     | Slovaquie   | 1  | 1      | 0      | 2     |
| 10    | Roumanie    | 0  | 2      | 1      | 3     |
| 11    | Ukraine     | 0  | 1      | 2      | 3     |
| 12    | Norvège     | 0  | 1      | 1      | 2     |
| 13    | Suède       | 0  | 1      | 1      | 2     |
| 14    | Yougoslavie | 0  | 1      | 1      | 2     |
| 15    | Biélorussie | 0  | 1      | 0      | 1     |
| 16    | Pologne     | 0  | 1      | 0      | 1     |
| 17    | Espagne     | 0  | 0      | 2      | 2     |
| 18    | Argentine   | 0  | 0      | 1      | 1     |
| Total | Total       | 26 | 26     | 26     | 78    |